# La Bibliothèque engloutie
Le mémorial de l’autodafé à Berlin (en allemand : Denkmal zur Erinnerung an die Bücherverbrennung, litt. « monument du souvenir de l'autodafé »), aussi appelé La Bibliothèque engloutie (en allemand : Versunkene Bibliothek) ou simplement Bibliothek ou Autodafé est une œuvre du sculpteur israélien Micha Ullman (en) inaugurée en 1995 et dédiée au souvenir des autodafés de livres perpétrés à cet endroit à Berlin en mai 1933. Entièrement intégré au sol de la Bebelplatz, le mémorial n'est visible que par ceux qui passent à proximité immédiate.
Situé au centre de Berlin à côté de l'avenue Unter den Linden, le mémorial rappelle le 10 mai 1933, quand les membres de l'organisation étudiante du parti nazi, la Nationalsozialistischer Deutscher Studentenbund et de nombreux professeurs de l'université Frédéric-Guillaume (renommée en 1949 université Humboldt de Berlin) accompagnés par des factions de SA et de SS, brûlent en public plus de 20 000 livres de nombreux auteurs, principalement juifs, communistes, homosexuels ou sociocritiques, devant l'ancienne bibliothèque de l'université et au milieu de la Kaiser-Franz-Josef-Platz (portant ce nom de 1911 à 1947, rebaptisée par la suite Bebelplatz).

## Conception

### Contexte historique

Autodafé à Berlin, le 10 mai 1933.

Le 6 avril 1933, le bureau de la presse et de la propagande de l'Association des étudiants nazis annonce une initiative nationale « contre l'esprit non allemand », devant culminer dans une « Säuberung » littéraire ou nettoyage par le feu. Les sections locales du groupe sont chargées de la distribution de listes d'auteurs juifs, marxistes, homosexuels, socialistes, ou de littérature jugée anti-familiale et anti-allemande, et planifient de grandes cérémonies pour que le public rassemble et élimine leurs livres, désormais interdits. À Berlin, l'Union des étudiants allemands organise les incendies de livres (autodafés) du 10 mai 1933 lors d'une soirée pluvieuse. Quelque 40 000 personnes se pressent sur la Kaiser-Franz-Josef-Platz (renommée ultérieurement Bebelplatz) alors que 5 000 étudiants, tous munis de torches, mettent le feu à l'amoncellement de livres saisis pour cet événement. Joseph Goebbels, le ministre de la Propagande, prend la parole pour déclarer : « l'ère de l'intellectualisme juif exagéré est maintenant terminée […] et le futur homme allemand ne sera pas seulement un homme de livres […], à cette heure tardive je confie aux flammes les déchets intellectuels du passé ». Trente-quatre autres incendies ont lieu à travers le pays ce mois-là.

### Concours pour le mémorial de 1993
À l'occasion du 60e anniversaire de l'autodafé de la Bebelplatz en 1993, le Senat de la construction et du logement de Berlin invite trente artistes à participer à un concours de design pour le mémorial. C'est la soumission de l'artiste d'installation israélien Micha Ullman qui est sélectionnée. Ullman, dont le travail traite fréquemment des thèmes de l'absence et de la mémoire, propose de creuser un mémorial sous la Bebelplatz, créant ainsi un vide. Le monument est dévoilé le 20 mai 1995.

## Design

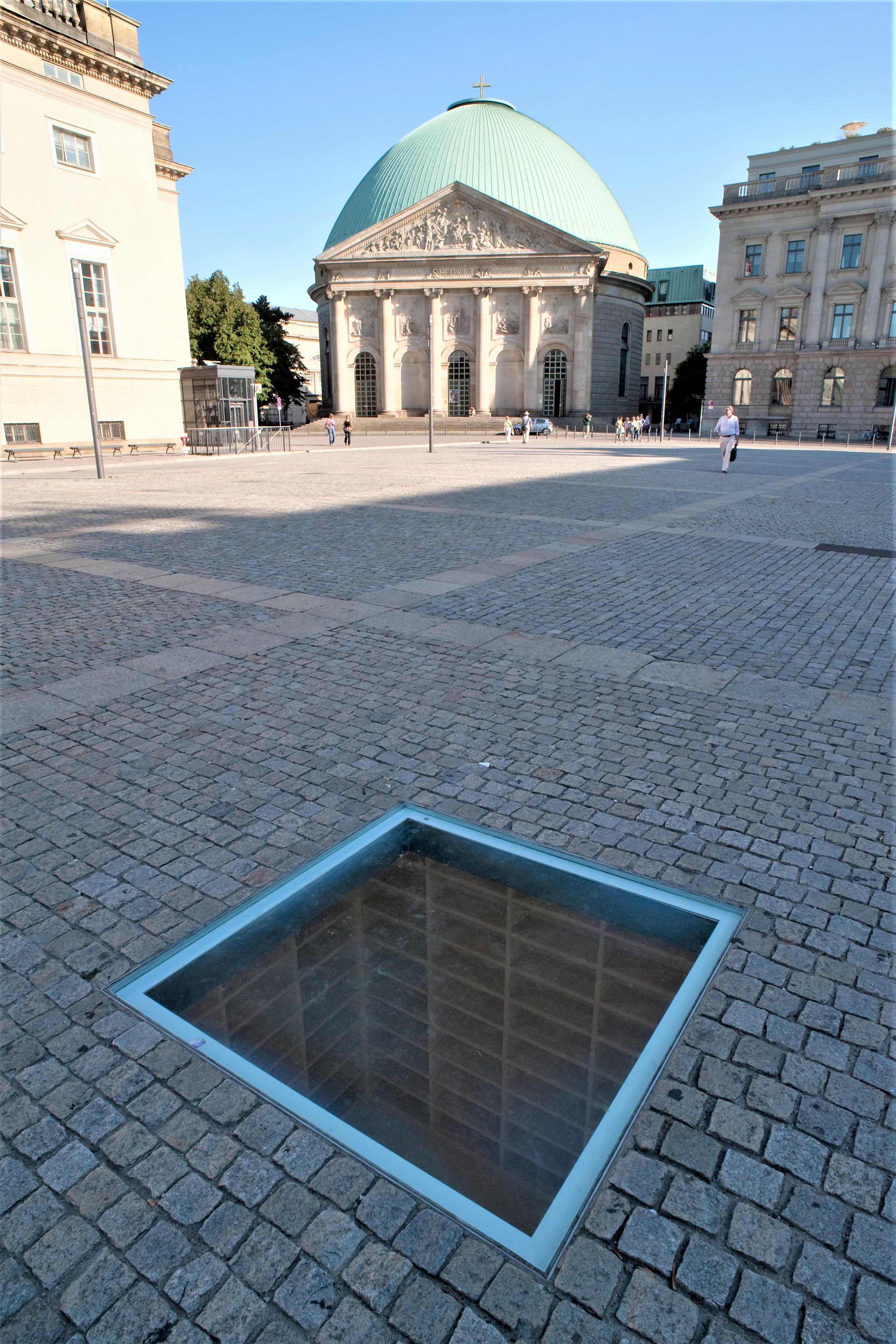
Le mémorial, avec la cathédrale Sainte-Edwige à l'arrière-plan.

### Apparence
Le mémorial de l’autodafé à Berlin se compose d'une salle souterraine bordée d'étagères blanches vides, sous une plaque de verre enchâssée dans les pavés de la place. Le mémorial illustre ce que l'historien de l'art James E. Young qualifie de « forme négative », s'enfonçant dans les pavés de la Bebelplatz pour créer un vide. La disposition de la pièce sous les pavés oblige les spectateurs à tordre le cou pour regarder à l'intérieur. Se rapprochant du volume des 20 000 livres brûlés sur ce site le 10 mai 1933, l'intérieur du monument est climatisé pour éviter la condensation sur la vitre supérieure et reste continuellement allumé. Alors que le plancher de la Bibliothèque engloutie peut le rendre difficile à repérer pendant la journée, la nuit, il illumine la Bebelplatz d'une étrange lumière blanche.

### Emplacement
Le mémorial de Micha Ullman est situé sur la Bebelplatz dans le quartier de Mitte à Berlin, en Allemagne. Situé en face de l'ancienne bibliothèque royale et en face de l'Unter den Linden de l'université Humboldt, le monument se trouve au même endroit que le bûcher de livres brûlés le 10 mai 1933, à la hauteur de la rampe ouest remblayée du Lindentunnel, qui a été démolie pour la construction sur une longueur de 25 mètres.

### Plaque

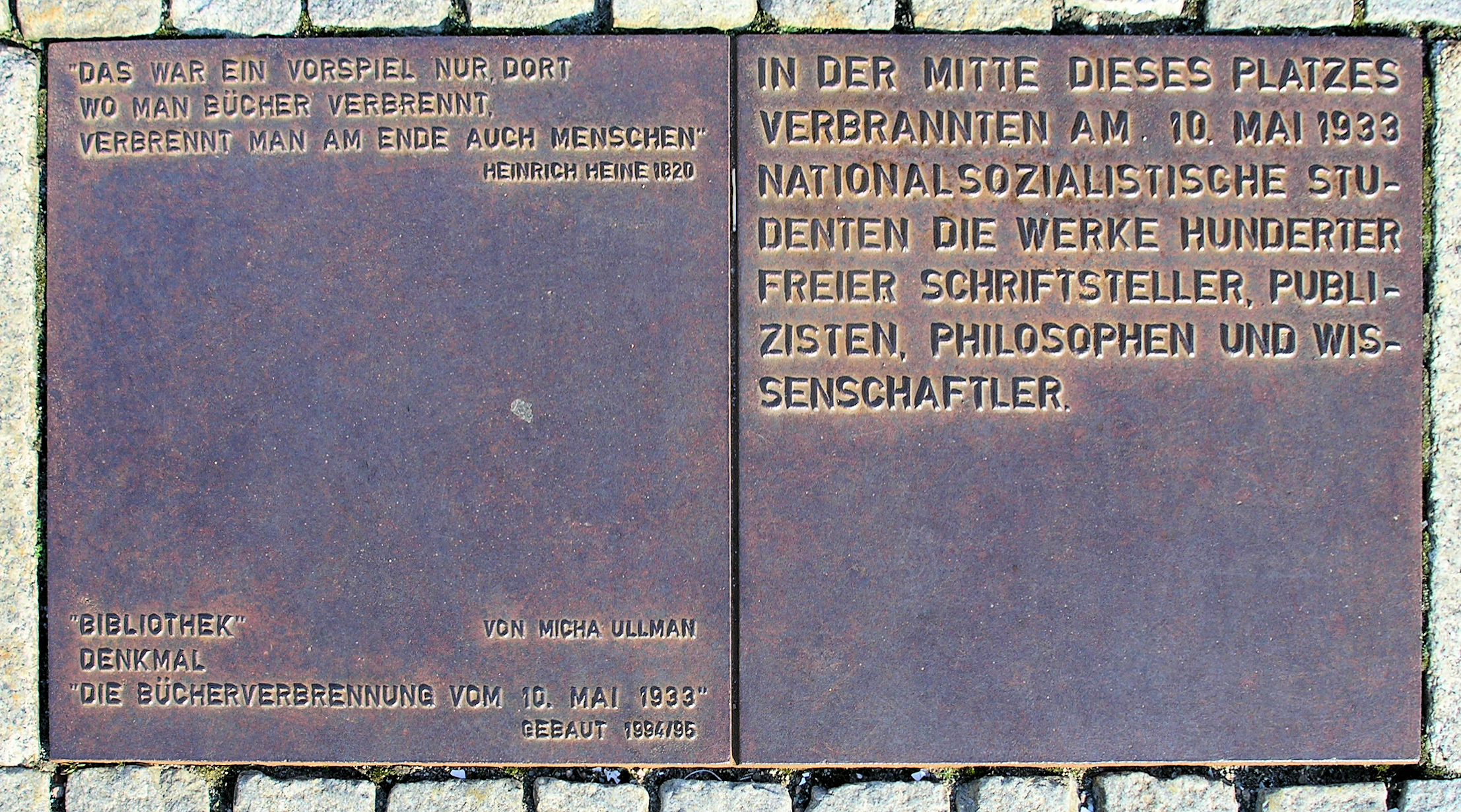
Plaque avec la citation de Heinrich Heine.

Plusieurs années après la construction de la structure principale du mémorial, une plaque de bronze a été incrustée dans les pavés à quelques mètres de là. Gravée d'une citation de la pièce Almansor (1820) de l'auteur juif allemand Heinrich Heine, elle contient le message prémonitoire suivant :

« Ce n'était qu'un prélude ;

là où ils brûlent des livres,

ils finiront également par brûler les gens. »

Les paroles de Heine, écrites en 1820, sont remarquablement prémonitoires dans le contexte de l'Holocauste. Des copies de ses œuvres, qui figuraient sur les listes noires littéraires nazies, ont probablement été détruites lors de l'autodafé de Berlin aussi.

## Entretien
Les frais d'entretien et de maintenance du mémorial (par exemple, la vitre spéciale qui doit être remplacée tous les trois mois) sont pris en charge par Wall AG (de),.

## Controverse
Des années après la construction du mémorial, un parking a été construit sous la Bebelplatz. Ullman s'est opposé à la construction, formulant des inquiétudes concernant la résonance philosophique du monument comme marqueur d'un espace vide. Le monument est nettoyé deux fois par an par un accès depuis le parking.

## Galerie

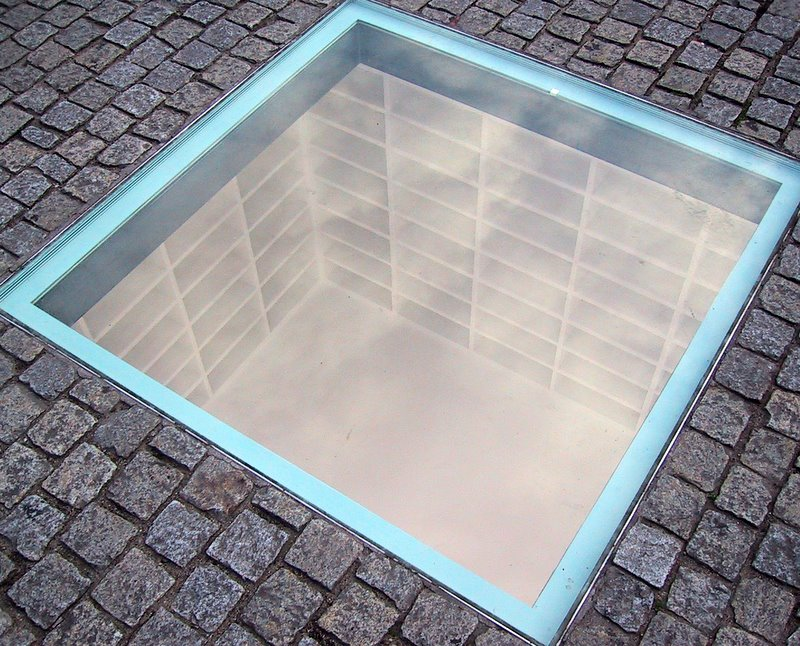
Vue du mémorial de jour.
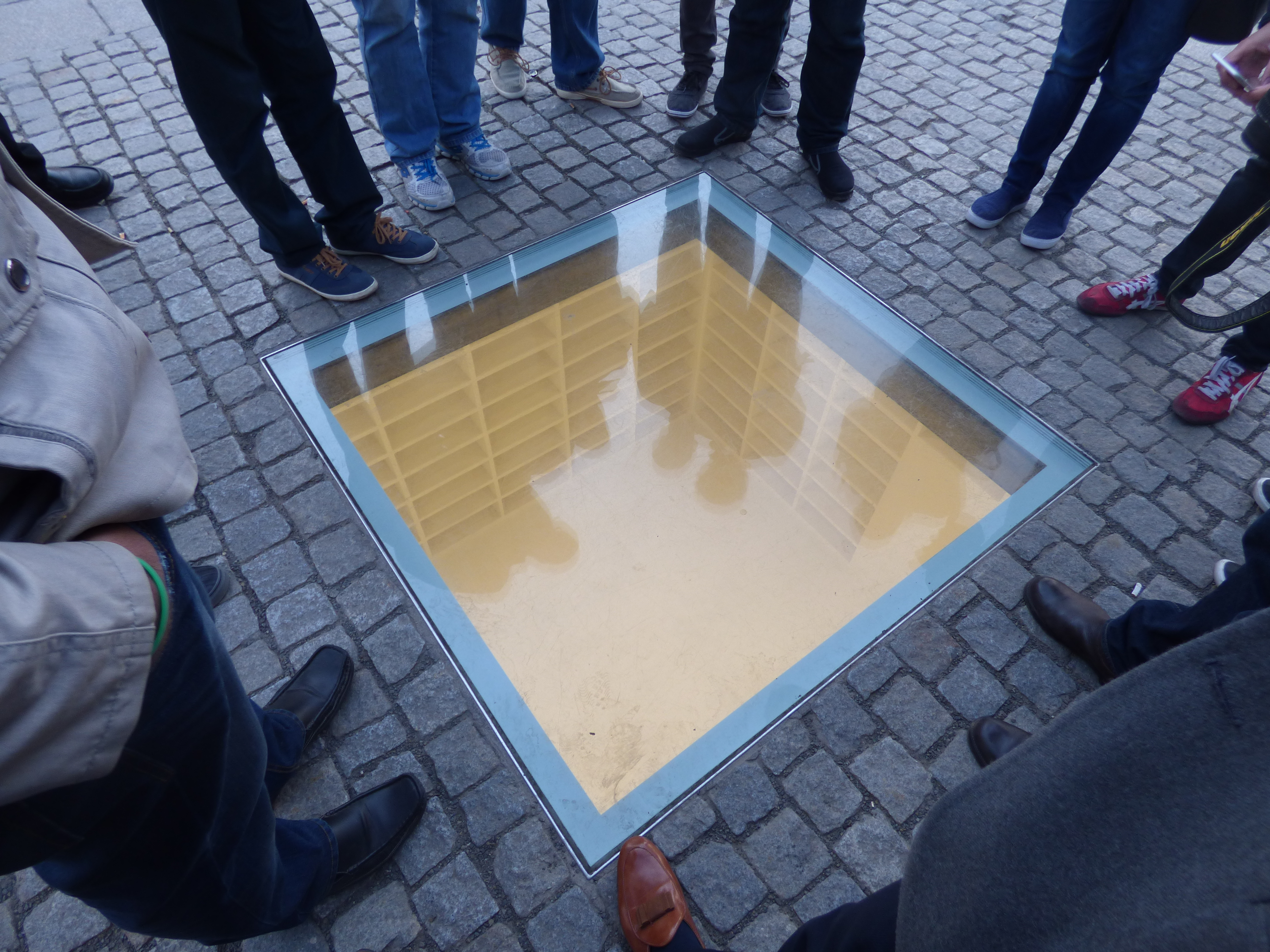
Les visiteurs regardent à travers le verre la bibliothèque souterraine.
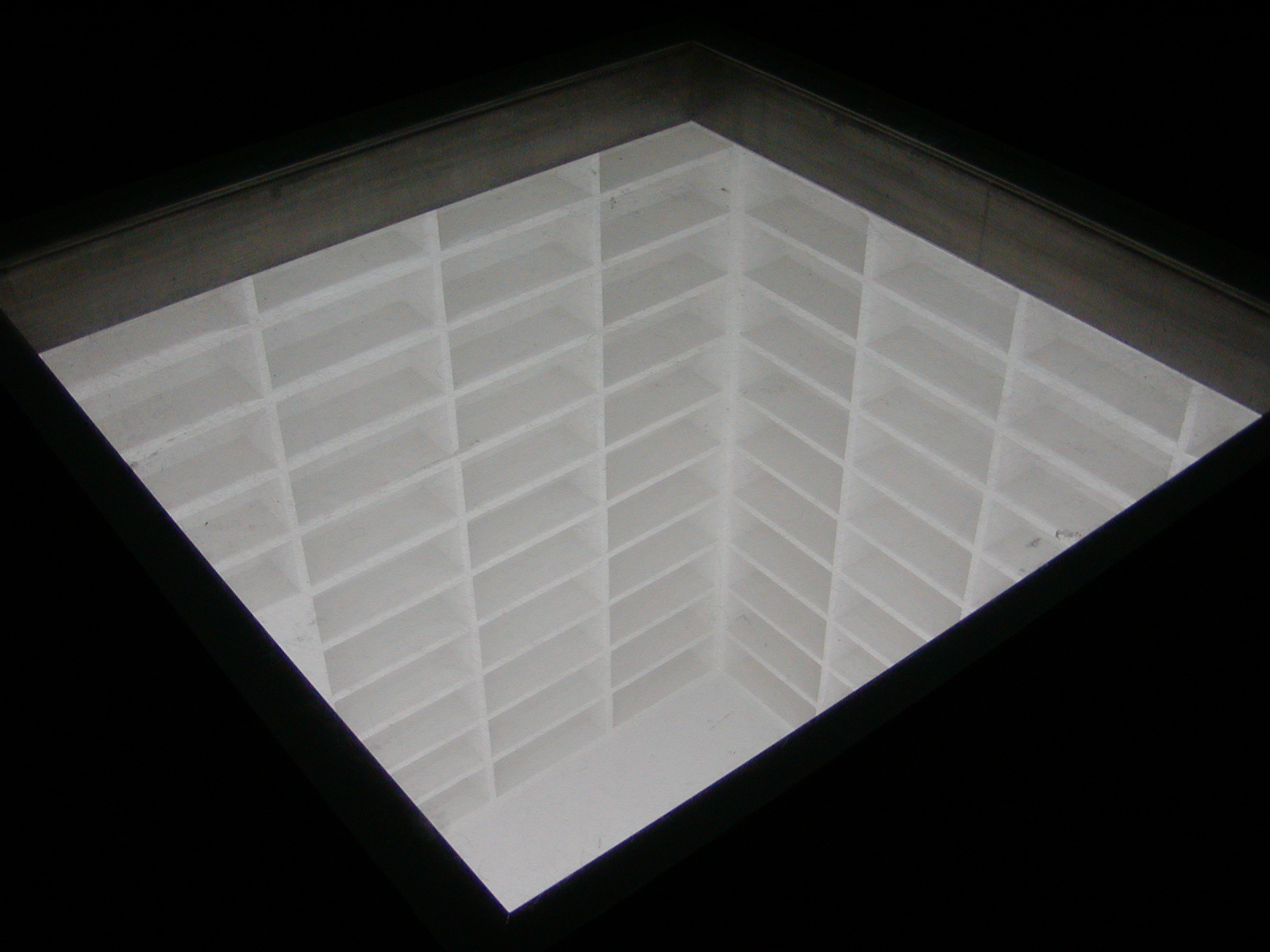
Vue du mémorial avec son éclairage constant surtout visible la nuit.
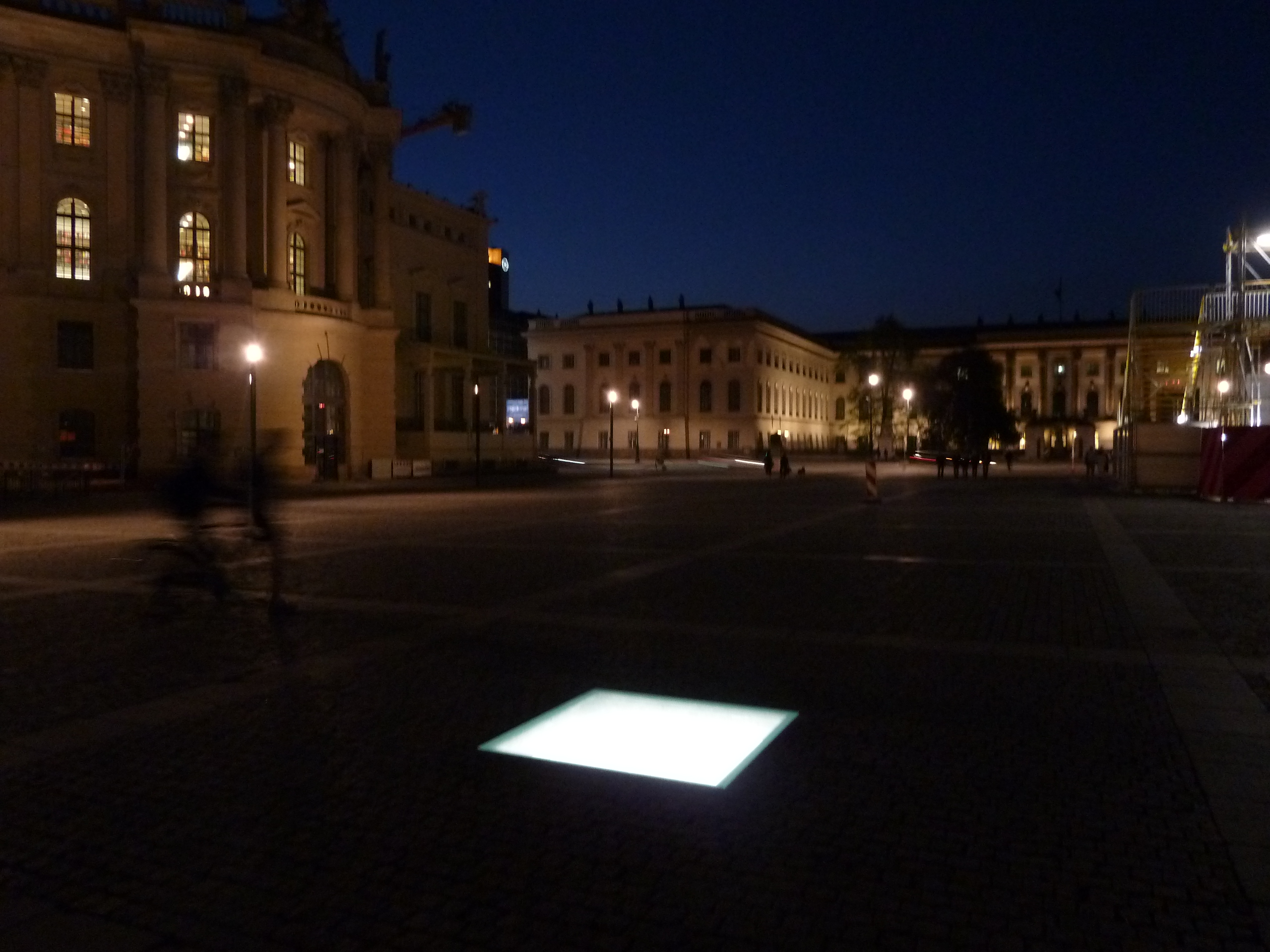
Bebelplatz la nuit